# Université du Saint-Esprit d'Évora

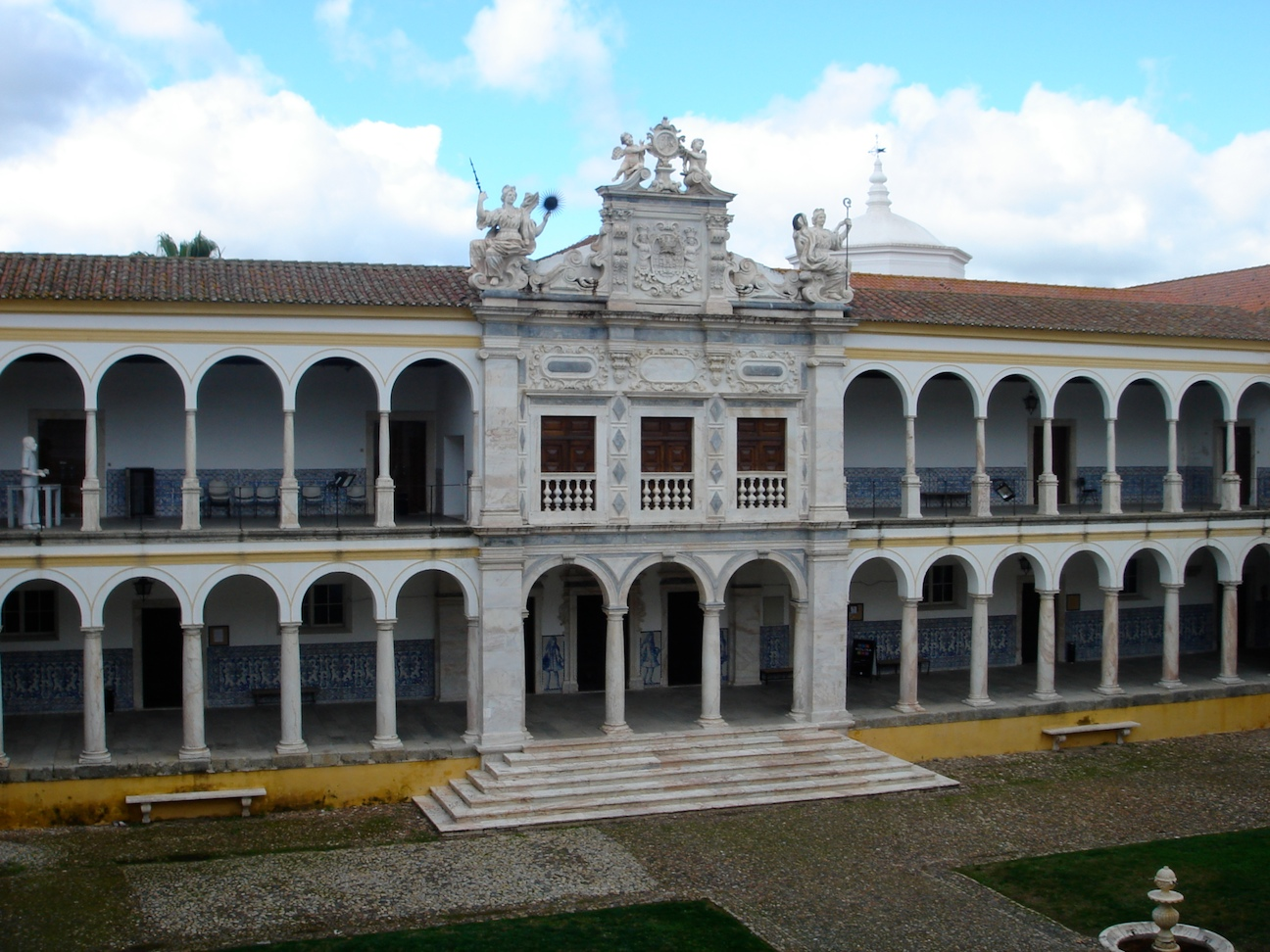
Entrée principale de l'actuelle Université d'Évora datant de l'Université du Saint-Esprit

L'université du Saint-Esprit d'Évora, ou Université jésuite d'Évora (en latin : Alma studiorum artiumque Universitas Eborensis, en portugais : Universidade do Espírito Santo) est une université des Jésuites fondée en 1559 par le Cardinal Infant Dom Henrique, qui deviendra roi du Portugal.
Cette université jésuite est le résultat de la transformation du "Collège du Saint-Esprit" des jésuites en une université qui fut établie par la bulle papale de Paul IV et confiée à la Compagnie de Jésus.
Cette université fut avec celle de Coimbra une des plus fameuses du Portugal.
L'université du Saint-Esprit fut définitivement fermée en 1759 par le gouvernement, dirigé alors par le ministre Pombal, lors de l'expulsion des jésuites du Portugal.

## Les anciens bâtiments
En 1973, les anciens et remarquables bâtiments de l'université furent classés comme monuments historiques par décret de l'ancien ministre de l'Éducation José Veiga Simão.

## Personnalités liées l'université du Saint-Esprit
- Luis de Molina (1535-1600)
- Pedro de Fonseca (1528-1599)
- Saint François Borgia (1510-1572)